# Jiří Valta
Jiří Valta (* 27. listopadu 1972) je bývalý český fotbalista, záložník. Později se vydal na trenérskou dráhu. Od roku 2022 je trenérem TJ Sokol Březová nad Svitavou v 1.B třídě Pardubického kraje, skupina B.

## Hráčská kariéra
Svitavský odchovanec odešel ve 12 letech do ligové mládeže Hradce Králové. Později hrál v československé a české lize za SK Hradec Králové a AFK Atlantik Lázně Bohdaneč. V československé a české lize nastoupil celkem v 51 utkáních a dal 1 gól. Ve druhé lize hrál za AFK Atlantik Lázně Bohdaneč, FC Svit Zlín a FK AS Pardubice, nastoupil ve 110 utkáních a dal 10 gólů.
Po konci angažmá v Pardubicích odešel v lednu 2002 na hostování do klubu SK Stolany, který hrál tehdy Pardubický krajský přebor. Ve Stolanech setrval až do konce sezony 2002/03. V létě 2003 přestoupil z FK AS Pardubice do třetiligového FK OEZ Letohrad. Později v Letohradě vykonával funkci kapitána a strávil zde dlouhých 7 sezon.
V zimní přestávce sezony 2009/10 z Letohradu odešel do Svitav, kterým následně pomohl k postupu do divize C v sezoně 2011/12. Do divizního mužstva pod vedením Martina Pulpita se i vinou zranění neprosadil a tak v létě 2012 odešel na hostování do Jiskry Litomyšl hrající Krajský přebor. V Litomyšli odehrál však jen několik úvodních kol a poté utrpěl zranění. Po odvolání trenéra Pavla Schejbala zaujal místo hlavního trenéra Jiskry Litomyšl a plynule tak přešel na trenérskou dráhu.

## Trenérská kariéra
První trenérskou příležitost dostal Valta již v době působení v klubu FK OEZ Letohrad, když se stal v létě 2008 trenérem B mužstva v Krajském přeboru. Nadále však byl členem hráčského kádru třetiligového A týmu.
Nakonec dal přednost ještě hráčské kariéře, i proto že se opět pravidelně objevoval v základní sestavě A mužstva, a svoje trenérské angažmá po podzimní části 2008 u B týmu ukončil.
Pokračování na trenérské lavičce nastalo pro Valtu až průběhu podzimní části sezony 2012/13. Kvůli zranění ukončil v Litomyšli hráčskou kariéru a přijal nabídku na post hlavního trenéra A mužstva Jiskry Litomyšl hrající Pardubický krajský přebor.
V lednu 2014 se stal hlavním trenérem týmu SK Polička z Krajského přeboru. V prosinci 2016 byl jmenován hlavním trenérem FK Letohrad hrajícího divizi C. Po nevydařeném začátku sezony 2017/18 se dohodl s vedením klubu po 5 kolech na ukončení spolupráce.
Na trenérskou lavičku usedl opět až před sezonou 2019/20, kdy převzal TJ Sokol Opatovec v 1.B třídě Pardubického kraje, skupiny B. V klubu skončil po sezoně 2020/21, která byla vinou pandemie covidu-19 ukončena už v průběhu podzimní části, Opatovec pro ročník 2021/22 nepřihlásil mužstvo dospělých do žádné ze soutěží. Od roku 2022 vede tým TJ Sokol Březová nad Svitavou (1.B třída Pardubického kraje, skupina B).

## Ligová bilance
| Ročník                                   | Zápasy | Góly | Klub                        |
| ---------------------------------------- | ------ | ---- | --------------------------- |
| 1. československá fotbalová liga 1992/93 | 9      | 0    | SKP Hradec Králové          |
| 1. česká fotbalová liga 1993/94          | 13     | 0    | SKP Fomei Hradec Králové    |
| 2. česká fotbalová liga 1996/97          | 26     | 1    | AFK Atlantik Lázně Bohdaneč |
| 1. česká fotbalová liga 1997/98          | 29     | 1    | AFK Atlantik Lázně Bohdaneč |
| 2. česká fotbalová liga 1998/99          | 26     | 2    | AFK Atlantik Lázně Bohdaneč |
| 2. česká fotbalová liga 1999/00          | 27     | 7    | AFK Atlantik Lázně Bohdaneč |
| 2. česká fotbalová liga 2000/01          | 14     | 0    | FK AS Pardubice             |
| 2. česká fotbalová liga 2000/01          | 7      | 0    | FC Svit Zlín                |
| 2. česká fotbalová liga 2001/02          | 10     | 0    | FK AS Pardubice             |
| CELKEM                                   | 161    | 11   |                             |